# 內爾·哈維森
內爾·哈維森（英語：Neil Harbisson，1984年7月27日—），出生於西班牙的英國人與愛爾蘭人，是一位賽博格藝術家與紐約的透明運動主義者。他是世界上第一位在頭骨上植入天線的人，並被政府合法認可為改造人而聞名於世。他的天線在頭骨發出可聽見的振動，來向他傳遞信息，包括電磁輻射、通話和音樂，以及被轉換為可聽的振動的影片或圖片。他的具有Wi-Fi功能的天線還使他能從衛星接收信號和數據
。
自2004年以來，國際媒體將他描述為世界上第一位改造人或世界上第一位賽博格藝術家。在2010年，他與他人共同創立了賽博格基金會，該組織致力於維護改造人的權利，促進賽博格藝術的發展，並為想成為改造人的人們提供協助。2017年，他與他人共同創立了透明組織協會（Transpecies Society），該協會向具有非人類身份的人們提供協助，提高人們對透明組織所面臨挑戰的認識，倡導自我設計的自由，並資助新的器官與感官能力的發展。

## 早年生涯
他的媽媽是西班牙人而爸爸是北愛爾蘭人，他出生時就患有嚴重的色盲，導致他只能看到灰階。他在巴塞隆那長大並在那裡學習鋼琴，在11歲時就開始譜曲。16歲時，他在亞歷山大·薩托拉斯研究所（Institut Alexandre Satorras）學習美術，並獲得特別許可，可以不用在作品中使用任何顏色，也因此他早期的作品都是黑白的。
少年時期，他曾為了拯救三棵樹免遭砍伐而在樹上住了幾天，他的倡議得到了3000多人的支持，他們簽署了一份請願書以保護樹木。經過幾天的抗議，市政廳終於宣布不砍伐樹木。
19歲那年，他移居英國，在達丁頓藝術學院學習音樂創作。

## 作品
哈維森將他的作品定義為賽博格藝術，設計新感官和新感覺的藝術並與之融合的藝術。他將自己的創作比喻為雕塑。他的目標是塑造自己的心，以創造對現實的全新的認識。他將賽博格藝術的這一特定分支定義為「感知主義」，一種設計對現實的新感知的藝術，並視之為後藝術運動，因為它的實用性使藝術家、藝術作品、它所存在的空間以及觀眾之間沒有距離。哈維森是藝術家，同時也是藝術作品。

### 色彩感知 ：賽博格天線
賽博格天線是一種用來擴增色彩感知的傳感系統。它被植入並骨整合到哈維森的頭部，並從他的枕骨內萌發。自2004年起，它就永久固定在哈維森的頭上，使他能夠感覺到並聽到可聽見的振動，包括人眼不可見的顏色，例如紅外線和紫外線。它還能連上網路使他能接收來自其他傳感器或人造衛星的訊號。
哈維森於2003年與亞當·蒙丹頓（Adam Montandon）開始在大學開發天線，並由彼得·凱斯（Peter Kese）和馬蒂亞斯·利薩納（Matias Lizana）等人進行了升級。生物倫理委員會一再拒絕天線植入手術，但其實匿名醫生都在進行。

### 網路感知
哈維森允許五個朋友（五大洲各一個）將顏色，圖像，影像或聲音直接發送到他的頭裡。 如果他在睡著時接收到顏色，他的朋友們就可以著色並改變他的夢境。半島電視台的談話節目《The Stream》現場直播了頭骨傳播圖像的首次公開演示。第一個直接撥打電話到他的頭裡的人是Ruby Wax。

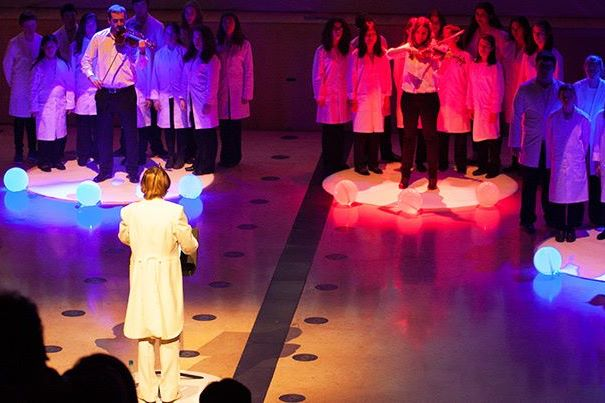
哈維森於2014年在巴塞隆納加泰隆尼亞音樂宮舉行的「色彩」音樂會 (2014)

2014年，哈維森創作了世界上第一幅頭骨傳播的畫。時代廣場上的觀眾在畫布上繪製簡單的彩色條紋時所發送的顏色，是直接通過互聯網實時接收到哈比森的大腦中的。他正確地辨認出了相同顏色的條紋，並在距離時代廣場10街區的《紅門》的觀眾面前的畫布上繪製了相同的顏色。

### 時間感知：太陽之冠（Solar Crown）
太陽之冠是一種具有時間感知功能的感覺裝置。一個旋轉的熱點每24小時繞行哈維森的頭部一次。當他感覺到熱點在額頭時，這表示現在是倫敦的正午時分（經度0°），當熱點到達他的右耳時，則是紐奧良的正午時分（緯度90°）。哈維森的目的是通過製造時間錯覺來將愛因斯坦的時間相對論付諸實踐。當他的大腦習慣了時間的熱點在頭上移動的步調時，他將探索是否可以通過改變熱點的旋轉速度來改變對時間的感知。哈維森指出，既然我們可以製造視覺上的錯覺，是因為我們有眼睛可以感知影像，相同地，如果我們有一個可以感知時間的器官，就應該可以創造出時間上的錯覺.。如果時間錯覺可行，那麼他將能夠延伸或控制對時間、年齡和時間旅行的感知。

### 齒間通訊系統 ：藍牙牙齒（Bluetooth Tooth）
齒間通信系統由兩個牙齒組成，每個牙齒包含一個啟用藍牙的按鈕和一個迷你振動器。每當按下按鈕時，都會向對方的牙齒發送振動。一顆牙齒安裝在哈維森的嘴中，另一顆則安裝在穆恩·里巴斯的嘴中。哈維森和里巴斯都知道如何用摩斯密碼進行交流，因此他們能夠在牙齒之間進行交流。該系統的首次演示在聖保羅舉行。

## 表演與展覽

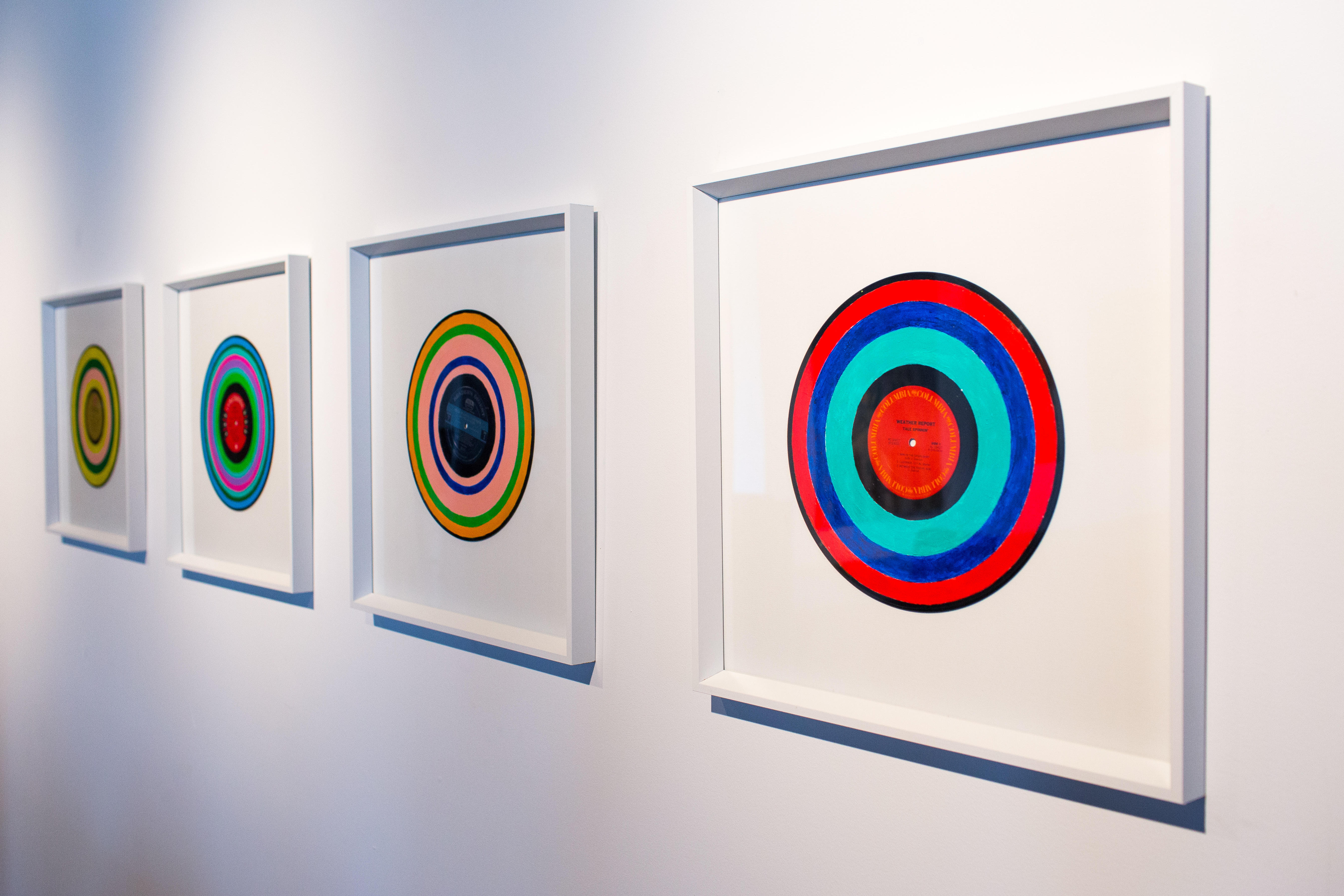
「聲色唱盤」(Sonochromatic Records)於2014年在紐約「先鋒作品」(Pioneer Works)展出

哈維森的藝術作品與小野洋子和Marina Abramović的作品一起被評為有史以來十大最令人震驚的藝術表演之一。他的工作專注於創造新的感覺以及通過這些新的感覺創造外部藝術品。他的主要作品曾在福斯卡里宮的威尼斯雙年展、韓國薩維納當代藝術博物館、Museumsquartier（維也納）、CCCB、先驅作品（紐約市）、新加坡藝術科學博物館、聖莫尼卡藝術中心、普洛克畫廊以及美國遠見藝術博物館等地展出。

### 聲音肖像
為了創建聲音肖像，哈維森站在人的面前，將天線指向臉部的不同部分，然後寫下聽到的不同音符，然後創建聲音文件。他創作的現場肖像包括：菲利普·葛拉斯、勞勃·狄尼洛、艾瑞絲·愛普菲爾、奧利佛·史東、史提夫·萊許、波諾、伯茲·艾德林、索蘭芝・諾利斯、比爾·維奧拉、威爾斯親王查爾斯、伍迪·艾倫、安東尼·塔皮埃斯、李奧納多·狄卡皮歐、茱蒂·丹契、魔比、詹姆斯·卡梅隆、彼得·布魯克、艾爾·高爾、提姆·柏內茲-李、梅茜・葛蕾、蓋爾·賈西亞·貝納、艾方索·柯朗、池田亮司、蓋布瑞·拜恩、阿爾貝二世 (摩納哥)、史蒂夫·沃茲尼克、奧利佛·薩克斯以及喬治歐·莫瑞德等人。

### 色彩分數（Color Scores）[81]
色彩分數是一系列將音樂或聲音轉換為色彩的繪畫。

### 研究
2009年，哈維森根據2004年至2009年在數百種人類皮膚上檢測到的色相和光線發布了“人類色輪”。該研究的目的是指出人類不是黑人或白人，而是不同深淺的橙色-從非常深的橙色到非常淺的橙色。
哈維森在題為“ Capital Colors”的作品中展示了他所訪問過的不同城市的主色調。他掃描每個城市的顏色，直到他能夠用至少兩種色相表示它。

## 行動主義

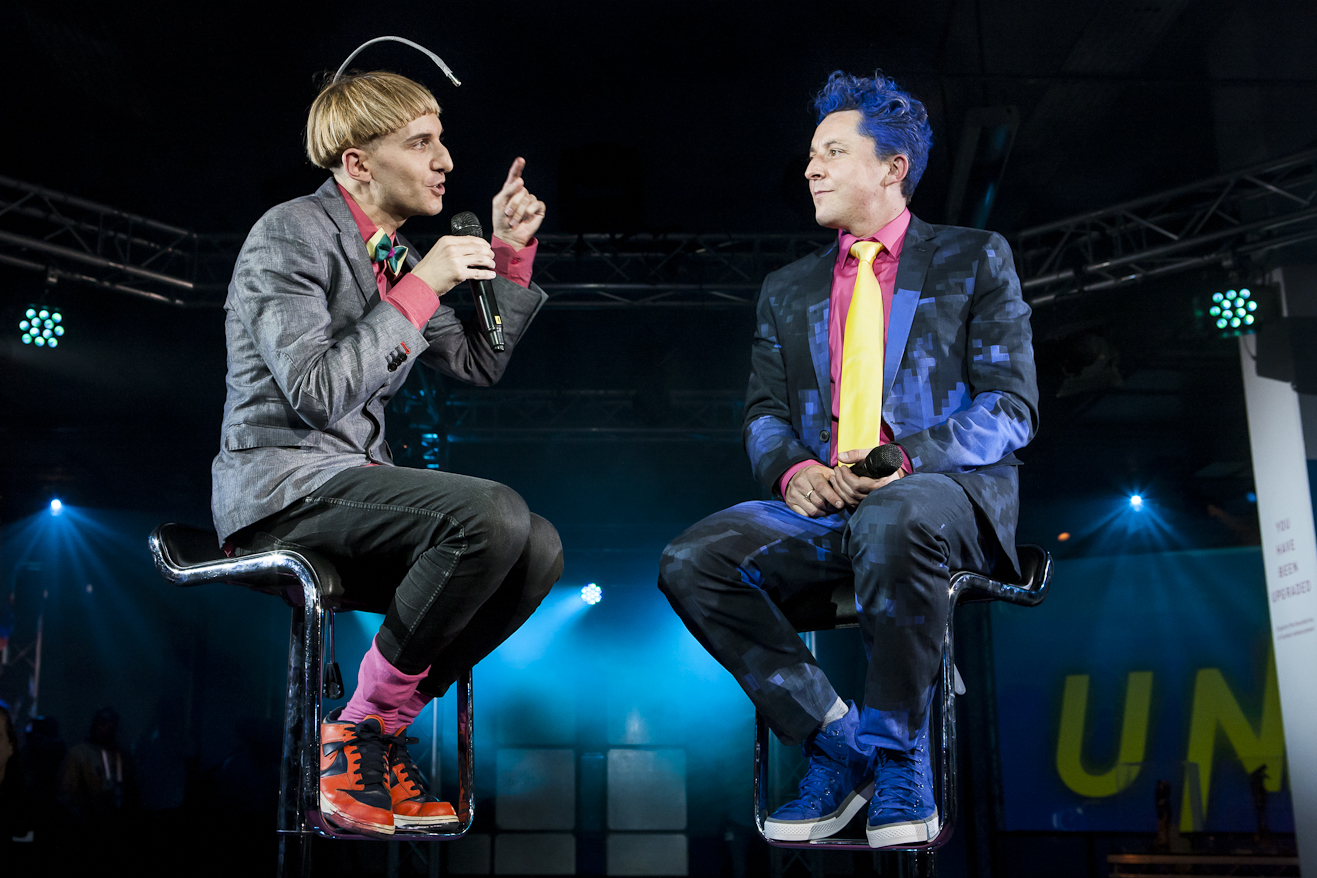
哈維森於2015年在倫敦科學博物館發表演講

2004年，Harbisson的英國護照續簽被拒絕，因為英國護照署不允許他帶著電子設備出現在他的頭上，哈維森則回信解釋說，他被認定為改造人，因此他的天線應被視為他身上的一個器官而非設備。經過數週的溝通，他的照片終於被接受。
2011年，在巴塞隆那舉行的一次示威活動中，哈維森的天線被警方損壞了，因為警方認為這個設備正在拍攝。對此，哈維森提出警方對他造成身體上的傷害，而不是對個人財產的損害，因為他認為天線是人體的一部分。

## 協同合作
哈維森與他的童年朋友和同為賽博格藝術家的穆恩·里巴斯在表演和藝術方面進行了廣泛的合作。他作為改造人的第一場表演是在達丁頓藝術學院，彈奏鋼琴並與其他學生合奏。他曾與藝術家保羅·里巴（Pau Riba）一起演出，並與他在改造人有著相同的興趣。他們首先在巴塞隆那表演，然後再進行其他表演。其中一個合作項目為Avigram。

## 外部連結
- TED Talk: TED Talk: "I listen to color"（页面存档备份，存于）
- 全色盲患者眼中的奇妙世界（页面存档备份，存于）